# Stuttgarter Gaishirtle

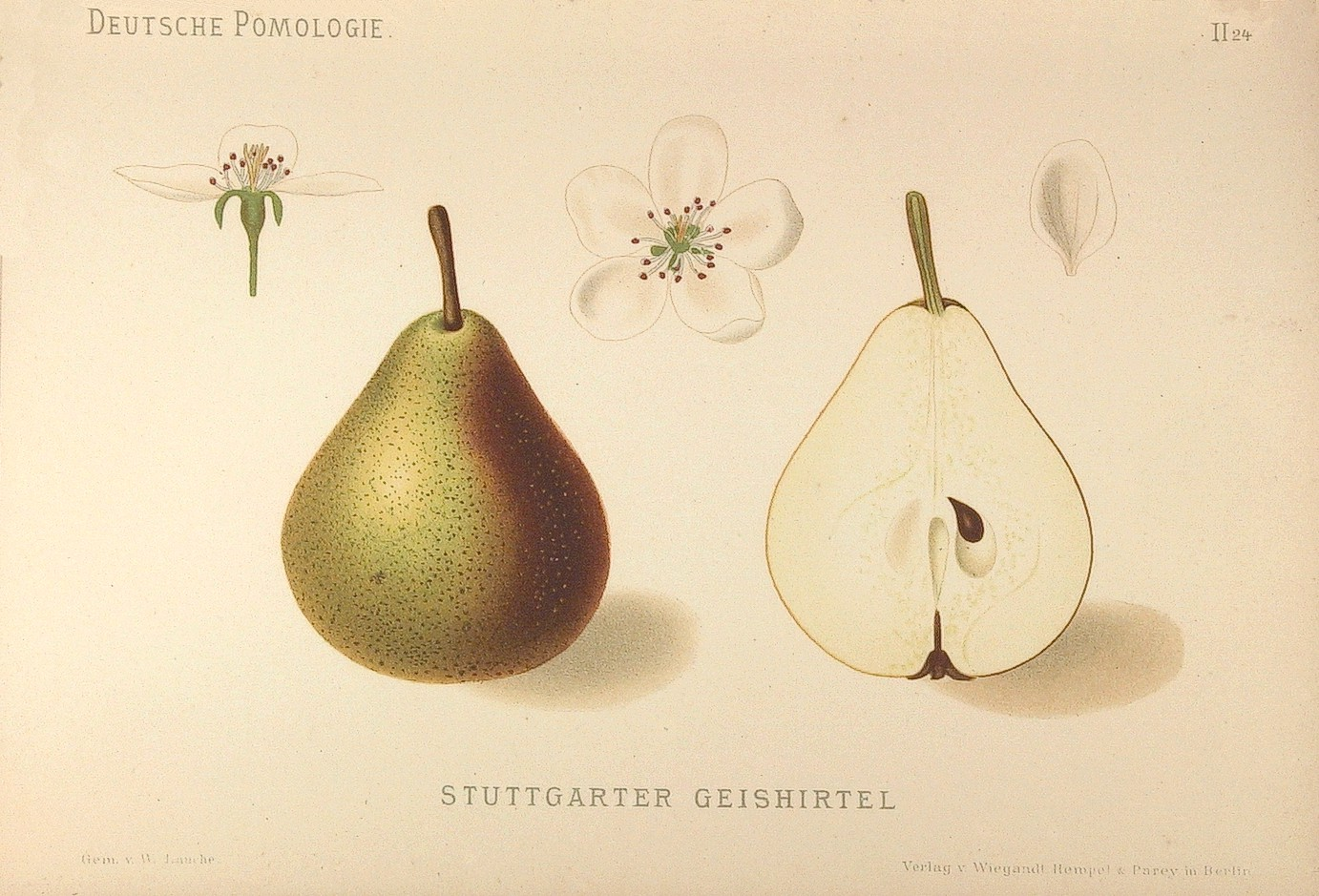
Zeichnung von Wilhelm Lauche

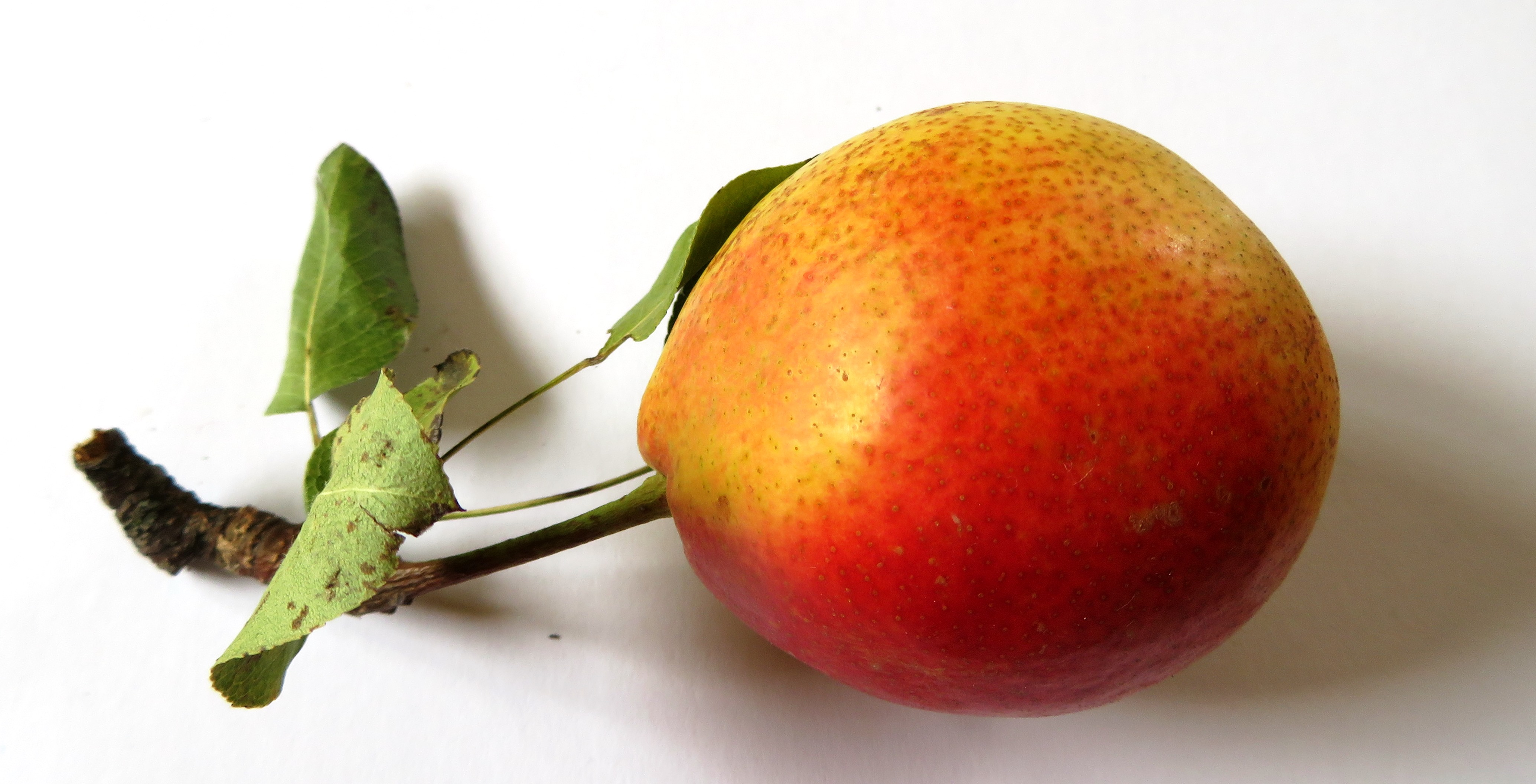
Stuttgarter Gaishirtle

Die Stuttgarter Gaishirtle (auch Geishirtl oder Geishirtli) ist eine Sorte der Birne (Pyrus communis), die sowohl als Tafelbirne wie auch als Mostbirne und Dörrfrucht verwendbar ist. Die Sorte wurde angeblich um 1750 bei Stuttgart von einem Ziegenhirten aufgefunden. Das Geishirtle wurde in die Liste der 50 empfohlenen Sorten der siebten Versammlung deutscher Pomologen (Trier) aufgenommen.
Synonyme: Wahre Stuttgardter Geishirtenbirne, Chevriers de Stuttgardt, Honigbirne, Hutzelbirne, (Langstielige) Stuttgarter Russelet, Zuckerbirne

## Beschreibung

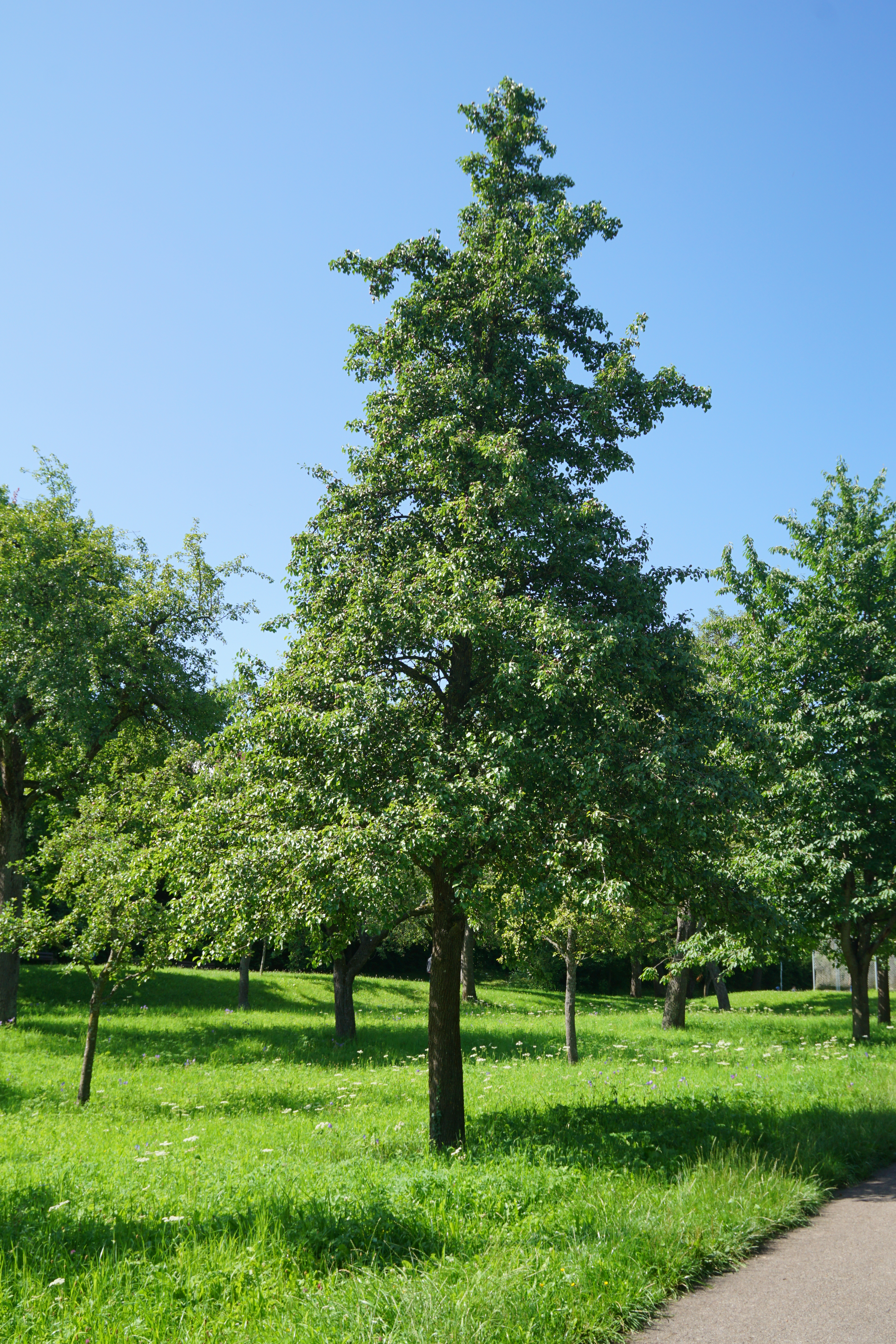
Gaishirtlesbaum

Auf Wildling veredelt ist der mittelstark wachsende Baum durch seine harmonische, pyramidale Form auch als Hausbaum gut geeignet. Bei einer Veredelung auf Quitte bleibt der Wuchs schwach, sie ist aber auch für die Erziehung als Spalier und Busch geeignet. Die Sorte gedeiht in jedem Boden, bevorzugt aber warme Lagen und ist gegen Schädlinge und Krankheiten recht widerstandsfähig.
Die eher kleine, gelegentlich bauchige Frucht besitzt eine glatte, gelblich grüne Schale mit vielen roten Punkten. Der Geschmack wird als sehr süß und zimtartig gewürzt beschrieben. Das Fruchtfleisch ist fest. Die Früchte sind direkt vom Baum weg genießbar.
Die früh auftretende Blüte ist ausdauernd und gegen Nässe und kaltes Wetter unempfindlich. Die Sorte gilt als guter Pollenspender. Befruchtersorten sind „Clapps Liebling“, „Gellerts Butterbirne“, „Gute Luise“ und „Williams Christ“.
Das Gaishirtle reift als frühe Sommerbirne bereits Ende August und ist danach noch etwa acht Tage haltbar, auch reifen nicht alle Birnen gleichzeitig, so dass über einen längeren Zeitraum geerntet werden kann. Durch ihre gute Eignung für Konservierung und vor allem für das Dörren wird die kurze Nutzbarkeit ausgeglichen. Die Hutzeln der Gaishirtle sind neben Dörrzwetschgen eine Hauptzutat für Hutzelbrot. Da sie im Vergleich zu anderen Sorten wenig Gerbsäure und weniger Saft enthält, ist sie nicht so gut geeignet als Mostbirne.
Gelegentlich wurden Anfälligkeiten für Schorf und Gipfeldürre beobachtet.